# Concejo Deliberante de Las Talitas
El Honorable Concejo Deliberante de Las Talitas es el órgano legislativo municipal de Las Talitas, Tucumán, Argentina. Este concejo fue puesto en funciones en 1996, durante la intendencia de Stella Maris Córdoba, tras la municipalización de la comuna en 1992.

## Estructura
El Concejo Deliberante se compone de 10 miembros electos por el sistema de representación directa y proporcional, al ser Las Talitas un municipio de 2ª categoría. Estos duran cuatro años en su cargo, pudiendo reelegirse solo una vez consecutiva. El concejo es uno de los poderes del gobierno municipal, se encarga de revisar y controlar los actos del poder ejecutivo municipal que encabeza el Intendente. Es un órgano legislativo que crea las normas de la ciudad. Estas normas reciben el nombre de ordenanzas y el Ejecutivo municipal es el encargado de hacerlas cumplir.

### Requisitos para ser Concejal[2]
Para ser concejal, según la Ley Orgánica de Municipalidades, se requiere de:
- Tiene veintidós (22) años de edad.

- Ser argentino nativo, naturalizado con una antigüedad de cinco (5) años obtenida la nacionalidad argentina o extranjero que deberá ser propietario en el municipio y tener en el mismo cinco (5) años de residencia inmediata a su designación.

- Estar inscripto en los padrones electorales nacionales correspondientes al respectivo municipio.

### Impedimentos para ser Concejal[2]
Según la ley, no pueden ser miembros del Concejo Deliberante:
- Quienes no pueden ser electores de acuerdo a las disposiciones de la Ley Orgánica de Municipalidades.

- El Gobernador de la Provincia y sus Ministros.

- Los Diputados y Senadores Nacionales y los Legisladores Provinciales.

- Los miembros de la Administración de la Justicia Federal o Provincial.

- Los que estuvieren directa o indirectamente interesados en cualquier contrato oneroso con la municipalidad, como obligados principales. Esta inhabilidad no comprende a los tenedores o dueños de acciones de sociedades anónimas que tengan contratos con las municipalidades, a no ser que tengan participación en la administración o sean miembros de los directorios de dichas sociedades.

## Composición actual

### 2023-2027[3][4]
| Concejal                  | Partido                               | Bloque | Bloque                      |
| ------------------------- | ------------------------------------- | ------ | --------------------------- |
| Blanca Lorena Palomino    | Fuerza Republicana                    |        | Fuerza Republicana          |
| Carolina Fernanda Ortíz   | Tucumán Innovador                     |        | Frente de Todos por Tucumán |
| Víctor Hugo Safe          | Proyecto Tucumán                      |        | Frente de Todos por Tucumán |
| Juan Ángel García         | Alianza Compromiso Pro Tucumán        |        | Juntos por el Cambio        |
| Ignacio Manuel Ramos      | Fuerza Republicana                    |        | Fuerza Republicana          |
| Roberto Antonio Martín    | Movimiento de Integración Comunitaria |        | Frente de Todos por Tucumán |
| Antonio Evaristo Iñigo    | Ciudadanos contra la Corrupción       |        | Juntos por el Cambio        |
| Maximiliano Javier Suelza | Movimiento Popular de la Militancia   |        | Frente de Todos por Tucumán |
| Gonzalo Rubén Yunoki      | Tucumán Innovador                     |        | Frente de Todos por Tucumán |
| Manuel Alejandro Rojas    | Sigamos Avanzando                     |        | Frente de Todos por Tucumán |